# Chrysophyllum eximium
Chrysophyllum eximium är en tvåhjärtbladig växtart som beskrevs av Adolpho Ducke. Chrysophyllum eximium ingår i släktet Chrysophyllum och familjen Sapotaceae. Inga underarter finns listade i Catalogue of Life.